# Landesamt für Straßenbau und Verkehr
Das Landesamt für Straßenbau und Verkehr (LASuV) ist eine Behörde des Freistaates Sachsen. Sie untersteht seit 20. Dezember 2024 dem Sächsischen Staatsministerium für Infrastruktur und Landesentwicklung (SMIL), zuvor dem damaligen Sächsischen Staatsministerium für Wirtschaft, Arbeit und Verkehr (SMWA). Unter anderem ist es als höhere Straßenbaubehörde für die Verwaltung, die Planung und den Bau von Bundesfernstraßen und Staatsstraßen zuständig. Präsidentin des Amtes ist seit 1. November 2020 Saskia Tietje.

## Geschichte

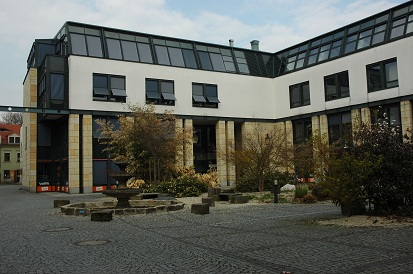
Erste LASuV-Zentrale in Dresden (bis Januar 2015), Bautzner Straße 19a, vormaliges Autobahnamt Sachsen

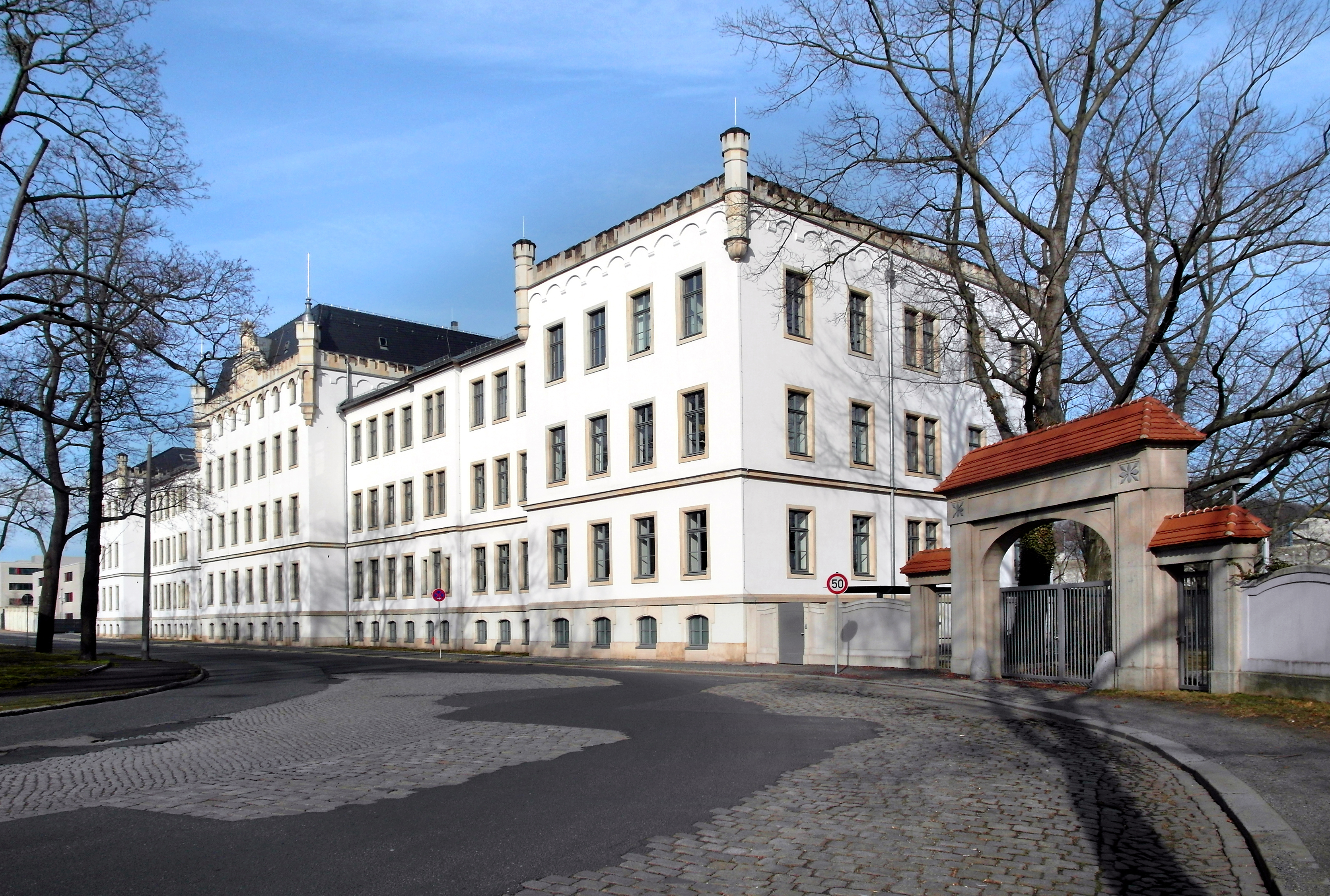
Stauffenbergallee 24 in Dresden, seit Januar 2015 Sitz des LASuV

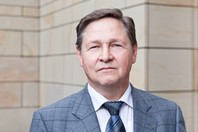
Rainer Förster, erster Präsident des LASuV im Jahr 2014

Das ehemals für die Autobahnen zuständige Autobahnamt Sachsen und die bis Ende 2011 für die Bundes- und Staatsstraßen zuständigen ehemaligen fünf Straßenbauämter des Freistaats Sachsen sind am 1. Januar 2012 im neuen Landesamt für Straßenbau und Verkehr (LASuV) aufgegangen.
Mit Inkrafttreten des sächsischen Standortgesetzes am 1. März 2012 übernahm das LASuV außerdem zusätzliche Aufgaben, die bis dahin in der Sächsischen Landesdirektion angesiedelt waren. Die Bündelung von Aufgaben im LASuV ist Bestandteil der Staatsmodernisierung der Sächsischen Staatsregierung. Mit der optimierten Struktur soll eine landesweit ausgewogene und standortnahe Betreuung der Verkehrsinfrastruktur sichergestellt und damit sowohl den Bedürfnissen von Bürgern und Wirtschaft als auch denen der Landkreise und Kommunen gerecht werden.
Die Fusion wird als die größte und umfassendste Strukturveränderung im Freistaat Sachsen seit Gründung der Straßenbauverwaltung nach der Wende angesehen.
Bis 31. Dezember 2020 nahm das Landesamt im Freistaat Sachsen im Rahmen der Auftragsverwaltung für den Bund die Planung und den Bau von Bundesautobahnen, die Liegenschaftsverwaltung, den Grunderwerb, den Lärm- und Umweltschutz, die Bauwerksplanung und -ausführung, den Hochbau, das Erhaltungsmanagement, die betriebliche Unterhaltung und die Verkehrstelematik an Bundesautobahnen sowie den Vollzug des Verkehrsrechts als untere Straßenbaubehörde für Bundesautobahnen gemäß Straßenverkehrsordnung sowie einige Querschnittsaufgaben einschließlich Vollzug des Bundesfernstraßengesetzes wahr. Diese Aufgaben nehmen seit 1. Januar 2021 die Autobahn GmbH und das Fernstraßen-Bundesamt bundesweit und unmittelbar im Auftrag des Bundes wahr.

### Gebäude
Anfänglich wurden für die Zentrale des Landesamtes für Straßenbau und Verkehr zwei Gebäude in der Bautzner Straße und in der Hoyerswerdaer Straße in Dresden genutzt. Im Januar 2015 zog die Zentrale in den Gebäudekomplex Stauffenbergallee 24 in Dresden. Dafür wurden das Haus 24 der vormaligen König-Georg-Kaserne umfassend saniert und ein kleineres Nebengebäude neu errichtet, das Investitionsvolumen betrug rund 15 Millionen Euro. Die Zentrale hatte zum damaligen Zeitpunkt rund 300 Mitarbeiter.

### Präsidenten
- Rainer Förster, Präsident von 2012 bis Dezember 2017, danach Ruhestand[5][6]
- Doris Drescher, Präsidentin vom 1. Oktober 2018 bis 29. Februar 2020, danach Präsidentin des Fernstraßen-Bundesamtes[6]
- Saskia Tietje, Präsidentin seit 1. November 2020[2]

## Organisation
Das LASuV trägt die Verantwortung für die Verwendung von Landes-, Bundes- und EU-Mitteln für die Förderung des kommunalen Straßenbaus, den Staats- und Bundesfernstraßenbau sowie die Förderung von Investitionen in den ÖPNV.
Die Zentrale des LASuV befindet sich in Dresden und befasst sich in vier Abteilungen unter anderem mit folgenden Aufgaben:
- Planung und Bau von Straßen, Ingenieurbauwerken, Stütz- und Lärmschutzwänden
- Tunnelbetrieb
- Verkehrstechnik und Verkehrsrecht
- Verwaltung von Liegenschaften
- Betreuung des Personen- und Güterverkehrs
- Gewährleistung von Lärm- und Umweltschutz
- Fachaufsicht über die Wahrnehmung der Aufgaben der Straßenunterhaltung und Instandsetzung auf Bundes- und Staatsstraßen

Das LASuV ist darüber hinaus für die Abwicklung von Förderprogrammen für kommunale Baulastträger wie die Regelförderung im Straßenbau, die Förderung im ÖPNV und Sonderprogramme wie beispielsweise für den Wiederaufbau nach dem Hochwasser 2013 zuständig.
Das LASuV verfügt über fünf regionale in ganz Sachsen verteilte Niederlassungen in Bautzen, Zschopau, Leipzig, Meißen und Plauen. Die Niederlassungen sind für jeweils zwei Landkreise des Freistaates zuständig. Die Niederlassung Zschopau ist in Chemnitz angesiedelt. Deren perspektivischer Umzug nach Zschopau ist gemäß der Standortekonzeption von 2012 vorgesehen, gleichwohl ist dieser Umzug im Jahre 2021 Gegenstand der politischen Diskussion.